# Zemětřesení v Peru 26. května 2019
K tektonickému zemětřesení v Peru 26. května 2018 došlo v 07:41:15 UTC, 02:41:15 místního času (09:41:15 našeho času) a magnitudo dosáhlo síly 8,0 stupňů Richterovy stupnice. Hypocentrum zemětřesení se nacházelo ve hloubce 122,8 km pod regionem Loreto zhruba 75 km jihovýchodně od města Lagunas.

## Geologie

Tektonické desky, jejich interakce a rychlost pohybu.

Peru se nachází v Ohnivém kruhu, který ve tvaru podkovy obepíná téměř celý Tichý oceán. V důsledku toho zde vzniká 90 % všech zemětřesení na planetě a vyskytuje se tu 75 % všech aktivních sopek. Peru spočívá na rozhraní dvou litosférických desek, které vytváří subdukci. Oceánská deska Nazca se rychlostí 51 mm za rok podsouvá pod kontinentální jihoamerickou a vznikající velké napětí se uvolňuje v podobě zemětřesení.
Odborníci se domnívají, že zemětřesení je následkem toho slabšího, které oblast zasáhlo 1. března 2019.
V minulosti Peru zasáhly ještě ničivější otřesy. Například 31. května 1970 zpustošilo zemi zemětřesení o síle 7,9 stupňů, jež zahubilo 70 000 osob. Avšak to nejsilnější je zřejmě to z 13. srpna 1868, u něhož se magnitudo odhaduje na 8,5-9,0 stupňů. Vyvolalo tsunami vysokou až 16 metrů a celkem si katastrofa vyžádala více než 25 000 obětí.

## Následky
2 lidé zemřeli během sesuvu půdy a dalších 30 osob (15 v Peru a 15 v Ekvádoru) bylo zraněno.
K události došlo na severu země blízko hranic s Brazílií a Ekvádorem. Otřesy způsobily závažné škody, sesuvy půdy a zkapalnění půdy, kvůli kterému 74 000 lidí bylo nuceno opustit své domovy. Prezident Peru prohlásil, že spolu s ministrem dopravy osobně vyhodnotí škody na komunikacích. Jiné pověřené osoby budou hodnotit škody na stavbách, včetně posuzování vlivu na nedalekou vodní nádrž.
Taktéž sousední Ekvádor utrpěl určité škody včetně sesuvů. Mnoho lidí se evakuovalo do vyšších míst kvůli obavám, že po zemětřesení dorazí i vlna tsunami.